# 罗卜藏
罗卜藏（17世纪？—1737年），博尔济吉特氏，翁牛特右翼旗人，清朝蒙古王公。他是札萨克郡王鄂齐尔次子。
罗卜藏初授三等台吉。康熙五十八年（1719年），跟随喀尔喀镇国公策旺诺尔布驻屯素罗木，防御准噶尔汗国策妄阿喇布坦，康熙五十九年（1720年），为前队，在齐诺郭勒攻打准噶尔汗国大策凌敦多布。跟随达穆河入藏，后留驻西藏。康熙六十年（1721年），军还，晋升为一等台吉，赐孔雀翎及黄马褂。雍正五年（1727年），承袭固山贝子。雍正九年（1731年），随军征准噶尔汗国噶尔丹策凌。从喀尔喀亲王策棱在苏克阿勒达呼击败大策凌敦多布。雍正十年（1732年），统昭乌达盟、哲里木盟二千兵，在喀尔森齐老及额尔德尼昭击败小策凌敦多布。以功晋升为多罗贝勒。雍正十一年（1733年），承袭翁牛特扎萨克杜棱郡王。其子齐旺。